# Liquid (The Rasmus)
Liquid è un singolo del gruppo musicale finlandese Rasmus, pubblicato nel 1998 come primo estratto dal terzo album in studio Hellofatester.

## Tracce
1. Liquid – 4:17

## Formazione
Gruppo
- Lauri Ylönen – voce
- Pauli Rantasalmi – chitarra
- Eero Heinonen – basso
- Janne Heiskanen – batteria

Altri musicisti
- Riku Niemi – strumenti ad arco